# Arquidiócesis de Antananarivo
La arquidiócesis de Antananarivo (en latín: Archidioecesis Antananariven(sis) y en francés: Archidiocèse d'Antananarivo) es una circunscripción eclesiástica latina de la Iglesia católica en Madagascar, sede metropolitana de la provincia eclesiástica de Antananarivo. La arquidiócesis tiene al arzobispo Jean De Dieu Raoelison desde el 5 de junio de 2023.

## Territorio y organización
La arquidiócesis tiene 12 500 km² y extiende su jurisdicción sobre los fieles católicos de rito latino residentes en parte de la región de Analamanga.
La sede de la arquidiócesis se encuentra en la ciudad de Antananarivo, en donde se halla la Catedral de la Inmaculada Concepción.
En 2020 en la arquidiócesis existían 88 parroquias agrupadas en 6 vicariatos: Vikaria Episkopaly Afovoany, Vikaria Episkopaly Manodidina Atsinanana, Vikaria Episkopaly Manodidina Andrefana, Vikaria Episkopaly Atsimo, Vikaria Episkopaly Avaratra, Vikaria Episkopaly Andrefana y Vikaria Episkopaly Atsinanana.
La arquidiócesis tiene como sufragáneas a las diócesis de: Antsirabe, Maintirano, Miarinarivo y Tsiroanomandidy.

## Historia
La prefectura apostólica de Madagascar fue erigida en 1841, obteniendo su territorio de la prefectura apostólica de Borbón (hoy diócesis de Saint-Denis de Reunión).
El 4 de septiembre de 1848 cedió una parte de su territorio para la erección de la prefectura apostólica de las islas de Mayotte, Nosy Be y Comoras (hoy diócesis de Ambanja).
El 21 de enero de 1848 la prefectura apostólica fue elevada a vicariato apostólico con el breve Apostolici officio del papa Pío IX. El primer vicario apostólico, Alexandre Monnet, murió antes de poder pisar la isla. Tras su muerte, debido a las persecuciones y dificultades para acceder a la isla, el vicariato apostólico quedó vacante durante algunos años, gobernado por los misioneros jesuitas Louis Jouen (1849-1872) y Jean-Baptiste Cazet (1872-1885) como prefectos apostólicos interinos.
El 16 de enero de 1896 cedió todo el territorio al sur del grado 22° de latitud sur para la erección del vicariato apostólico de Madagascar Meridional (hoy diócesis de Tôlanaro) y al mismo tiempo asumió el nombre de vicariato apostólico de Madagascar Septentrional, mediante el breve Quae catholico nomini del papa León XIII.
El 5 de julio de 1898 el vicariato se dividió en dos, dando lugar a un nuevo vicariato apostólico de Madagascar Septentrional (hoy arquidiócesis de Antsiranana) y al mismo tiempo asumió el nombre de vicariato apostólico de Madagascar Central, mediante el breve Universi fidelium del papa León XIII.
El 10 de mayo de 1913 cedió una parte de su territorio para la erección del vicariato apostólico de Fianarantsoa (hoy arquidiócesis de Fianarantsoa) mediante el breve Ecclesiarum omnium del papa Pío X.
El 15 de mayo de 1913 cedió otra parte de su territorio para la erección de la prefectura apostólica de Betafó (hoy diócesis de Antsirabe) mediante el decreto Quo christiani de la Congregación de Propaganda Fide.
El 20 de mayo de1913, en virtud del decreto Cum in generalibus de la Sagrada Congregación para la Propagación de la Fe, cambió nuevamente su nombre a vicariato apostólico de Tananarive.
El 23 de mayo de 1933, con el breve Catholicae fidei del papa Pío XI, se establecieron nuevas fronteras con el vicariato apostólico de Antsirabe (hoy diócesis de Antsirabe).
El 18 de junio de 1935 cedió una porción de territorio para la erección de la prefectura apostólica de Vatomandry (hoy arquidiócesis de Toamasina) mediante la bula Inter graviores del papa Pío XI.
El 8 de enero de 1938 cedió una porción de territorio para la erección de la prefectura apostólica de Morondava (hoy diócesis de Morondava) mediante la bula Quo evangelici del papa Pío XI.
El 25 de mayo de 1939 cedió otra porción de territorio al vicariato apostólico de Miarinarivo (hoy diócesis de Miarinarivo).
El 14 de septiembre de 1955 el vicariato apostólico fue elevado al rango de arquidiócesis metropolitana con la bula Dum tantis del papa Pío XII.
El 21 de mayo de 1959 cedió otra porción de su territorio para la erección de la diócesis de Ambatondrazaka mediante la bula Sublimis atque fecunda del papa Juan XXIII.
El 28 de octubre de 1989 tomó su nombre actual como consecuencia del decreto Apostolicis sub plumbo de la Congregación para la Evangelización de los Pueblos.

## Estadísticas
De acuerdo al Anuario Pontificio 2021 la arquidiócesis tenía a fines de 2020 un total de 2 005 500 fieles bautizados.
| Año                                                                             | Población            | Población | Población      | Sacerdotes | Sacerdotes    | Sacerdotes    | Bautizados por sacerdote | Diáconos permanentes | Religiosos | Religiosos | Parroquias |
| Año                                                                             | Bautizados católicos | Total     | % de católicos | Total      | Clero secular | Clero regular | Bautizados por sacerdote | Diáconos permanentes | Varones    | Mujeres    | Parroquias |
| ------------------------------------------------------------------------------- | -------------------- | --------- | -------------- | ---------- | ------------- | ------------- | ------------------------ | -------------------- | ---------- | ---------- | ---------- |
| 1950                                                                            | 149 272              | 590 000   | 25.3           | 102        | 30            | 72            | 1463                     |                      | 113        | 213        | 8          |
| 1970                                                                            | 296 185              | 968 243   | 30.6           | 145        | 48            | 97            | 2042                     |                      | 268        | 428        | 34         |
| 1980                                                                            | 354 504              | 1 001 698 | 35.4           | 126        | 47            | 79            | 2813                     |                      | 163        | 411        | 39         |
| 1990                                                                            | 440 256              | 1 903 878 | 23.1           | 144        | 51            | 93            | 3057                     |                      | 245        | 609        | 52         |
| 1999                                                                            | 652 333              | 2 626 412 | 24.8           | 328        | 75            | 253           | 1988                     |                      | 495        | 1426       | 61         |
| 2000                                                                            | 679 820              | 2 678 941 | 25.4           | 336        | 90            | 246           | 2023                     |                      | 571        | 1292       | 66         |
| 2001                                                                            | 693 416              | 2 732 520 | 25.4           | 250        | 92            | 158           | 2773                     |                      | 569        | 1518       | 66         |
| 2002                                                                            | 722 977              | 2 746 722 | 26.3           | 292        | 102           | 190           | 2475                     |                      | 456        | 1393       | 68         |
| 2003                                                                            | 749 525              | 2 760 931 | 27.1           | 291        | 115           | 176           | 2575                     |                      | 526        | 1422       | 68         |
| 2004                                                                            | 761 962              | 2 816 149 | 27.1           | 277        | 113           | 164           | 2750                     |                      | 503        | 1509       | 68         |
| 2006                                                                            | 814 114              | 3 005 039 | 27.1           | 266        | 119           | 147           | 3060                     |                      | 404        | 1667       | 68         |
| 2012                                                                            | 905 960              | 3 363 000 | 26.9           | 292        | 143           | 149           | 3102                     |                      | 484        | 1962       | 70         |
| 2015                                                                            | 1 688 000            | 3 639 000 | 46.4           | 521        | 172           | 349           | 3239                     |                      | 810        | 1765       | 79         |
| 2018                                                                            | 1 830 875            | 3 864 120 | 47.4           | 394        | 181           | 213           | 4646                     |                      | 1065       | 1715       | 87         |
| 2020                                                                            | 2 005 500            | 4 232 570 | 47.4           | 319        | 201           | 118           | 6287                     |                      | 1212       | 1664       | 88         |
| Fuente: Catholic-Hierarchy, que a su vez toma los datos del Anuario Pontificio. |                      |           |                |            |               |               |                          |                      |            |            |            |

## Episcopologio
- Jean-Pierre Dalmont, C.S.Sp. † (diciembre de 1841-22 de septiembre de 1847 falleció)
- Alexandre-Hippolyte-Xavier Monnet, C.S.Sp. † (30 de septiembre de 1848-1 de diciembre de 1849 falleció)
  - Sede vacante (1849-1872)
- Jean-Baptiste Cazet, S.I. † (6 de agosto de 1872-30 de agosto de 1911 renunció)
- Henri de Lespinasse de Saune, S.I. † (30 de agosto de 1911 por sucesión-7 de marzo de 1927 renunció)
- Etienne Fourcadier, S.I. † (15 de febrero de 1928-22 de abril de 1947 renunció)
- Victor Sartre, S.I. † (11 de marzo de 1948-12 de enero de 1960 renunció[16])
- Jérôme Louis Rakotomalala † (5 de abril de 1960-1 de noviembre de 1975 falleció)
- Victor Razafimahatratra, S.I. † (10 de abril de 1976-6 de octubre de 1993 falleció)
- Armand Gaétan Razafindratandra † (3 de febrero de 1994-7 de diciembre de 2005 retirado)
- Odon Marie Arsène Razanakolona, desde el 7 de diciembre de 2005